# 塔夸里
塔夸里是巴西南大河州的一个市镇。总面积407平方公里，总人口25768人，人口密度63.3人/平方公里。